# Церква Ісуса Христа Святих останніх днів

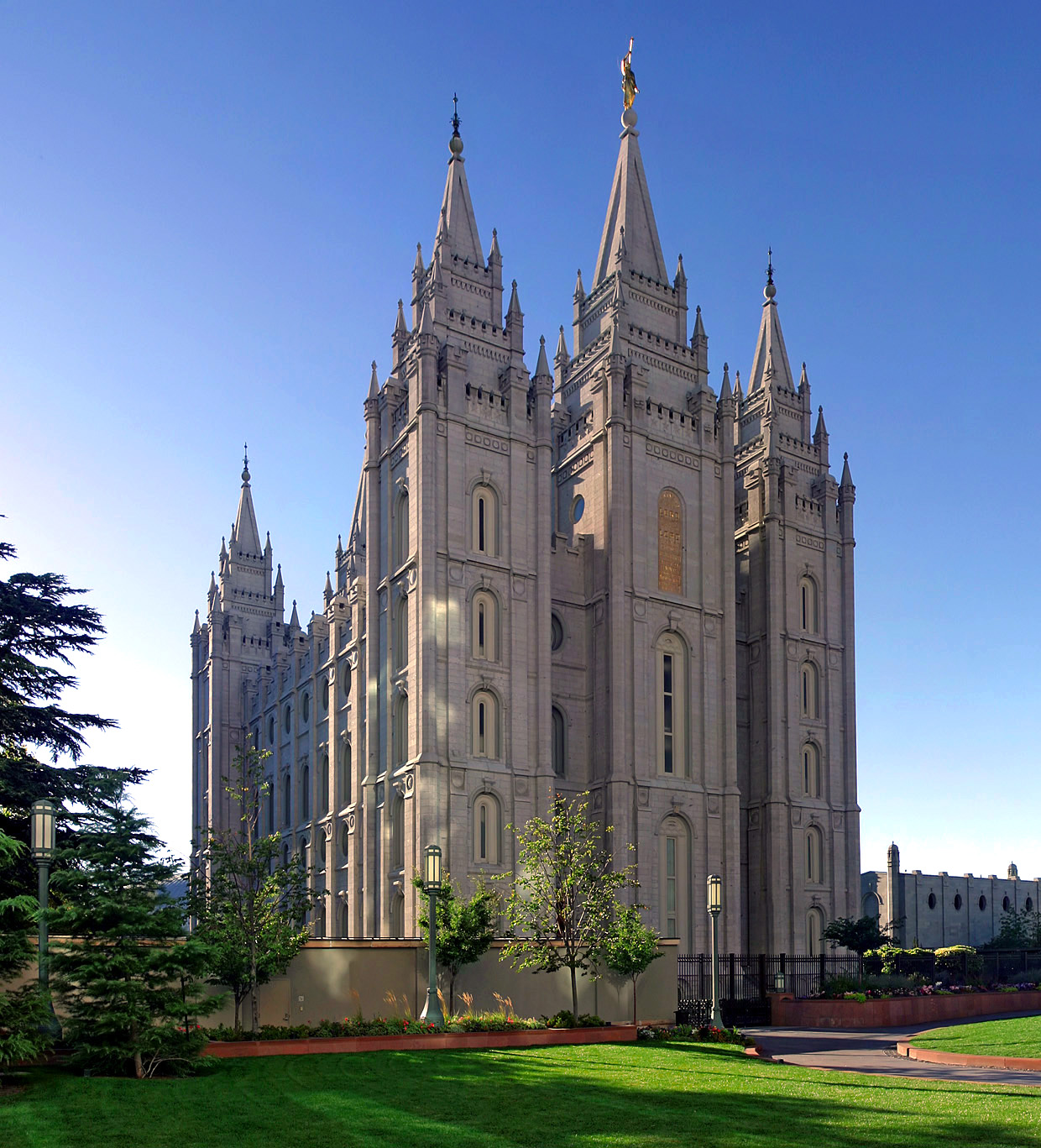
Головний Храм Церкви Ісуса Христа святих останніх днів у місті Солт-Лейк-Сіті, штат Юта, США

Церква Ісуса Христа Святих Останніх Днів (ЦІХСОД) (англ. The Church of Jesus Christ of Latter-day Saints) — релігійна організація реставраціоністського походження, найбільша деномінація мормонізму заснована Джозефом Смітом у США 6 квітня 1830 року. Серед інших конфесій не вважається християнською через певні розбіжності з їхніми вченнями[джерело?], однак центральною фігурою вчення церкви є саме Ісус Христос.
За даними церкви (дані 2021 року) загальна чисельність послідовників перевищує 16,3 млн. Церковна організація веде активну місіонерську політику: в наш час має понад 55 000 місіонерів-добровольців у 140 країнах, більш ніж половина членів проживає за межами США, в різних країнах світу збудовано 140 храмів та існує 28 784 приходів[джерело?]. Основа віри ЦІХСОД — Біблія та Книга Мормона. Сама Церква не зараховує себе до жодного з традиційних відгалужень християнства таких як католицизм, протестантизм чи православ'я. Від створення Церква носила назву просто «Церква Ісуса Христа» — і лише з часом додано доповнення «Святих Останніх Днів».
Офіційна назва членів Церкви — Святі останніх днів (дослівно вираз latter-day saint означає святий наших днів або сучасний святий і має відношення до використовуваного в біблійних посланнях апостолів звернення до членів первісної церкви Христа, як до святих), неофіційно поширена назва — мормони (від Книги Мормона, яку церква вшановує як священне писання). Вчення Церкви включає такі християнські доктрини, як спасіння тільки через Ісуса Христа, хіліазм (віра в тисячолітнє Царство Христа на землі в кінці історії), континуаціонізм (віра в те, що дари Святого Духа, особливо дар мов і пророцтва, доступні не тільки давнім, а й сучасним людям), хрещення повним зануренням у воду, конфірмація (отримання дара Святого Духа через рукопокладання) і євхаристія (у святих останніх днів звана причастям).
Теологія Церкви не визнає Нікейський символ віри. Святі останніх днів вірять також в план спасіння, який включає проходження певних обрядів, деякі з яких можуть бути виконані лише в храмах, при виконанні яких люди, за умови виконання законів Бога, зможуть жити з Ним після смерті. Також вони вірять, що отримання всіх храмових обрядів дозволить отримати піднесення - тобто можливість стати подібними до Бога.
Церква має досить складну організацію. Церковними керівниками є, в основному, чоловіки. Жінки можуть керувати лише жінками і дітьми. Члени Церкви вірять у те, що Церквою керує Ісус Христос через одкровення. Одкровення для усієї Церкви може отримувати тільки одна людина, звана пророком або президентом церкви. Він є частиною Першого Президентства, в яке крім нього входять два радники. Президент співпрацює з Кворумом Дванадцятьох Апостолів та іншими організаціями, які всі разом складають вищу церковну владу у Церкві. У свою чергу ці організації керують певними церковними установами, які завершуються президентством приходів і філій. Всі керівники покликаються з числа парафіян і не отримують зарплати за церковне служіння. Всі члени ЦІХСОД, включаючи керівників, платять десяту частину свого доходу (десятину). ЦІХСОД має великий вплив на спосіб життя своїх парафіян і час від часу бере участь в обговоренні різних суспільних проблем. Веде активну місіонерську роботу в усьому світі.

## Священне писання
Священним писанням виступають Біблія, «Книга Мормона» (містить одкровення, одержані пророками, що проживали на Американському континенті, — їх потім зібрано воєдино і скорочено пророком Мормоном), «Учення і Завіти» (збірка одкровень, отриманих сучасними пророками), «Дорогоцінна Перлина» (збірка перекладів стародавніх єврейських текстів). Крім того, на рівні Священного Писання й важливим джерелом віровчення є також заяви апостолів і членів Першого Президентства (президент церкви і його радники). Церква Ісуса Христа Святих останніх днів вчить, що всі вони є «пророками, провидцями і носіями одкровень». Іншими словами, шанується все сказане і написане будь-яким пророком—президентом Церкви, адже вони натхненні Богом через вплив Святого Духа. Двічі на рік на генеральних конференціях члени організації підтримують їх у цьому.
«Книга Мормона» — основа релігії Церкви Ісуса Христа Святих Останніх Днів — перекладена 93 мовами світу та видана загальним накладом понад 100 млн примірників. Також видається і виходить 50 мовами світу журнал «Ліягона» (англ. Liahona).

## Історія

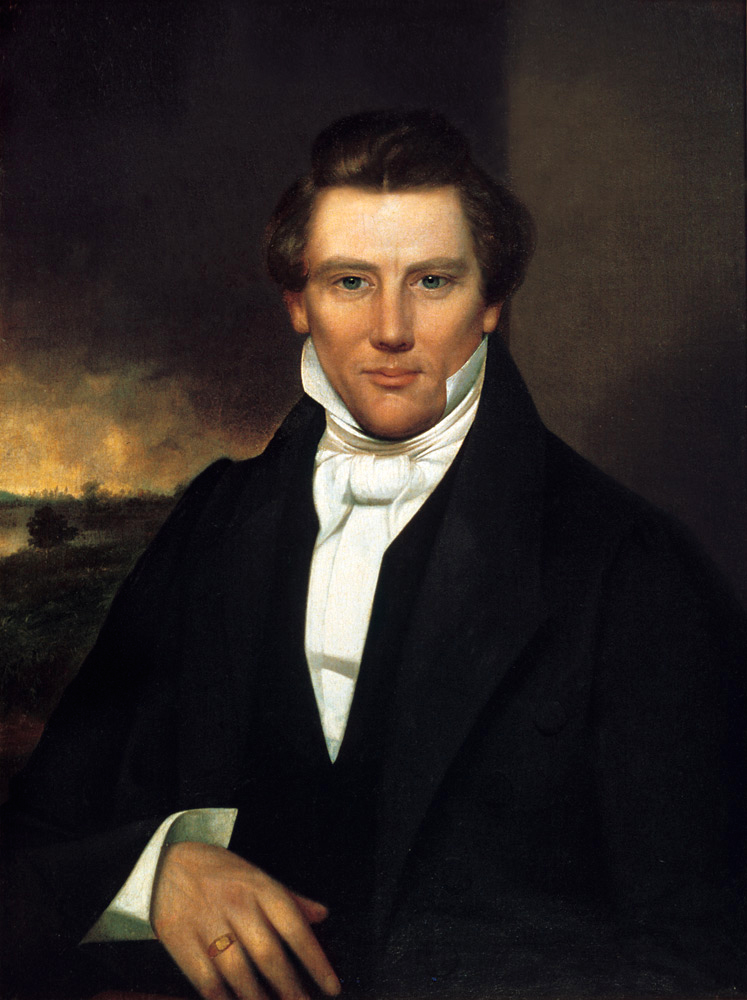
Засновник церкви Джозеф Сміт

Церква Ісуса Христа Святих Останніх Днів, згідно з власними догмами, — єдина дійсна християнська церква, відновлена Ісусом Христом з початком Нової ери. Згодом, зі смертю останнього апостола, члени Церкви змінювали дане Христом вчення, попри те, що могли ще залишатися люди, віддані первісному навчанню. Унаслідок відступництва та втрати останніх уповноважених пророків (апостолів),  Церква «була узята з лиця землі» — і відновлена аж у 1830 р. Члени Церкви Ісуса Христа Святих Останніх Днів тлумачать Діяння 3:19-21 як пророцтво апостола Петра про відновлення Церкви незадовго до другого пришестя Ісуса Христа.
Через ряд причин членів Церкви було вигнано зі штатів Середнього Заходу (з Міссурі, потім Іллінойса). У 1846–1848 рр. святі переселилися до пустелі сучасного штату Юта та заснували місто Солт-Лейк-Сіті.
Члени Церкви Ісуса Христа Святих Останніх Днів вірять в те, що Церква, створена Христом, перестала існувати невдовзі після його піднесення і була відновлена знову через Джозефа Сміта, разом з усіма атрибутами справжньої християнської церкви, необхідними для порятунку, такими як священство (повноваження діяти від імені Бога), інститути апостолів і пророків (керівників людей від імені Бога) тощо.
У Джозефа Сміта було мало послідовників, коли в 1820-х роках він почав диктувати Книгу Мормона, яка, за його словами та свідченням ще одинадцятьох людей, є перекладом з золотих листів, що були зариті в землю недалеко від його будинку в західній частині штату Нью-Йорк індіанським (або нефійським) пророком. Джозеф Сміт стверджував, що його відвідав ангел Мороній, який відкрив йому місцезнаходження аркушів.
6 квітня 1830 в західній частині штату Нью-Йорк, Джозеф Сміт організував релігійну спільноту — Церква Ісуса Христа. Згідно з законами штату для цього було необхідно участь від трьох до дев'яти осіб. До Сміта приєдналися його брати Гайрум і Семюел, Олівер Каудері, Девід Уітмер і Пітер Уітмер-старший, у двокімнатному будинку в місті Файетт. На перші церковні збори потім прийшли близько шістдесяти чоловік. Церква почала рости дуже швидко, багато хто вірив в те, що Джозеф Сміт є пророком. У 1830-х роках церква нараховувала кілька тисяч парафіян з парафіями в місті Кертланд (штат Огайо) і в штаті Міссурі, де Джозеф Сміт мав намір побудувати місто Сіон. У 1838 році Джозеф Сміт втік з Кертланда в Міссурі, оскільки його звинуватили у незаконних банківських операціях під час фінансової паніки 1837 року. У Міссурі церква зазнала утисків, і в 1838 році навіть спалахнула війна між мормонськими поселенцями й іншими жителями, що призвело до вигнання мормонів зі штату.
Покинувши Міссурі, мормони переселились в Іллінойс, де побудували місто Наву, у якому Джозеф Сміт намагався встановити теократичну диктатуру. Саме там він представив вчення про багатожонство і теократичну державу (концепція «теодемократії»), яке повинно було бути відображенням правління Ісуса Христа на землі після Другого пришестя. Багато місцевих жителів були незадоволені владою членів Церкви. Їх занепокоєння посилилося після того, як Джозеф Сміт закрив газету, що критикувала багатожонство, теократію та інші канони церкви. Після цього Сміт був заарештований за кількома звинуваченнями, включаючи зраду батьківщині. Перебуваючи у в'язниці, Джозеф Сміт і його брат Гайрум Сміт (який сприймався як спадкоємець старшого брата) були вбиті 27 червня 1844.
Після смерті Джозефа Сміта вибухнула криза наступника. Далеко не всі члени Церкви розуміли, за яким принципом передаються повноваження. Бригама Янґа, як того, хто найдовше перебуває в чині апостола, було обрано Президентом Церкви. Інші групи парафіян вибрали собі своїх лідерів — так утворилось декілька деномінацій Святих Останніх Днів.

## Положення віри
Основні положення віровчення такі:

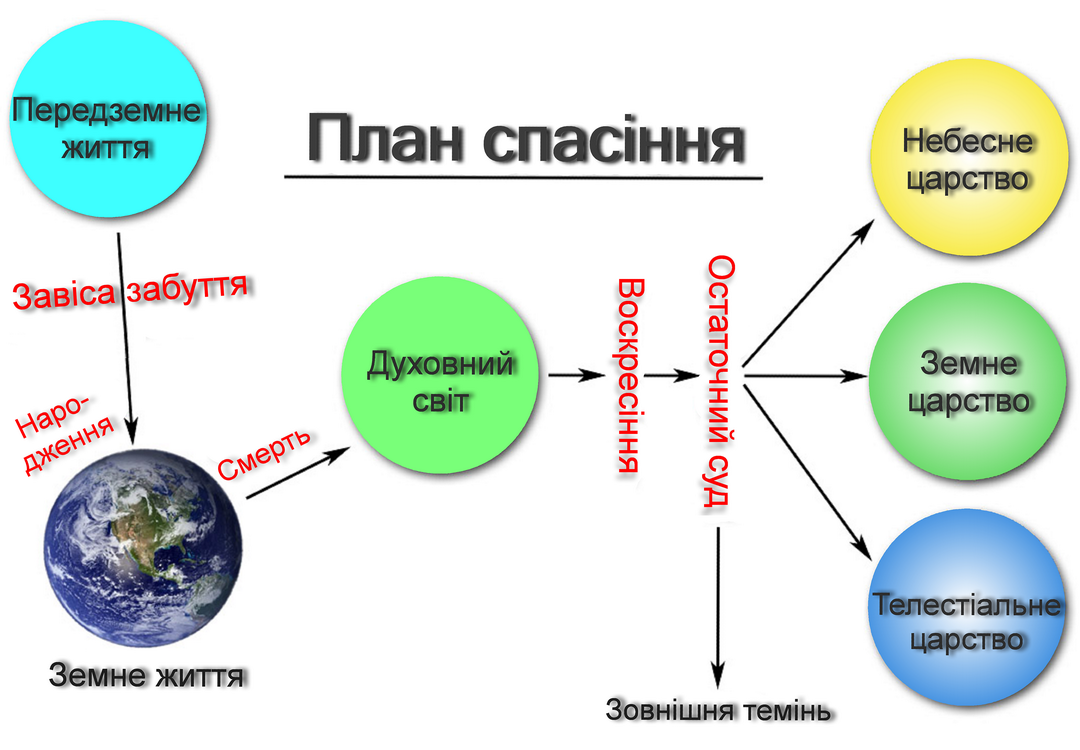
План спасіння

- Віра в Бога-Отця, Ісуса Христа і Святого Духа
- Віра у те, що люди відповідатимуть тільки за свої гріхи, а не за гріхи предків аж до Адама
- Віра в спокутування і порятунок завдяки жертві Ісуса Христа
- Віра в необхідність здійснення таїнств як для живих, так і для померлих (хрещення, конфірмація та ін.)
- Віра у те, що люди можуть вічно бути разом зі своїми сім'ями
- Віра у те, що будь-яка людина може одержувати одкровення за допомогою Святого Духа
- Віра в «слово мудрості» (рекомендація утримуватися від куріння і вживання спиртних напоїв, наркотиків, чаю, кави і інших продуктів і речей, які викликають звикання і заважають виконувати заповіді).

Члени Церкви Ісуса Христа Святих Останніх Днів не визнають догмату про Святу Трійцю, сформульованого під час Нікейського Собору. Мають також відмінний погляд на натуру Христа. Ісус Христос і Бог-Отець є двома окремими особами, кожен з яких має фізичне тіло, як у людини. Але ці окремі Боги є водночас одним Божеством, і поклонятися (молитись наприклад) потрібно лише Небесному Батьку. Святі Останніх Днів вірять в те, що Отець і Син є тілесні, а Дух Святий безтілесний. В розумінні членів Церкви Ісус — це Старозавітний Єгова (Єгова — старозавітне ім'я Христа). Єгова-Христос створив землю з-під керівництвом Отця. Члени Церкви Ісуса Христа визнають виключно хрещення осіб, що досягли віку підзвітності (починаючи з 8 річного віку, тобто відколи людина вже вміє розрізнити добро і зло). Практикують хрещення за померлих.

## Теологічні поняття

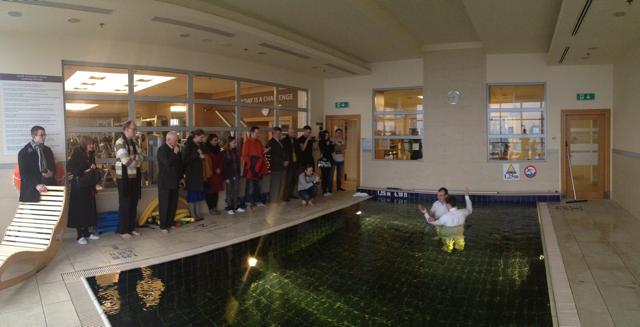
Хрещення Церкви Ісуса Христа

Члени Церкви Ісуса Христа Святих Останніх Днів  називають Богом, або Небесним Батьком вищу істоту в матеріальному світі, званому «небеса», «слава сонця», або ж «целестіальна слава (царство)». У Бога є досконале фізичне тіло, за образом якого були створені тіла людей: іншими словами, Бог не Творець, а радше «улаштовувач» Всесвіту, який не створив, а лише «запросив» розуми приєднуватися до плану творіння. Розуми були ніким не створені, не підлягають знищенню і перебувають у процесі постійного вдосконалення. Розуми володіють свободою волі, проте підпорядковані закону, якому підкоряється і сам Бог. Існує свобода вибору вчинку, але наслідки такого вибору чітко визначені. Звідси і виникають поняття гріха та чесноти: добродійними є вчинки, що ведуть до подальшого розвитку; гріховними — вчинки, що ведуть до обмеження можливостей для подальшого розвитку. У той же час здійснення гріховного вчинку теж вважається однією із форм пізнання й розвитку.
Щоб посприяти розвитку розумів, Бог запропонував їм сформувати Всесвіт за своїм планом та делегував їм творчу силу — священство. Адже із розумів складається Всесвіт, а розуми — це не просто елементи системи: розумом є і сама система. Розуми на порівняно високому ступені розвитку стали духами, і зійшли на землю, одержали матеріальні тіла та нові знання, — а після загибелі смертного тіла продовжували розвиватися, щоб у перспективі одержати досконале фізичне тіло через воскресіння, стати богами і сформувати власні Всесвіти. Це ж і є шлях, вірять Святі Останніх Днів, яким пройшов і Бог нашого Всесвіту.
Сатані, знаному тоді як Люцифер, не сподобався божий план, тому що основною складовою плану була свобода вибору: духам було дано можливість вибирати що робити під час земного життя відповідно до власних сильних сторін і рівня розвитку. Означало це, що далеко не всі з них зможуть протистояти спокусам матеріального життя і не прийдуть до піднесення. Проте Сатана бажав привести всіх — нехай навіть і насильно — до піднесення: він зажадав, щоб Бог-Батько дав йому «свою власну силу», повстав проти плану Бога, зазнав поразки, — разом зі своїми прихильниками був вигнаний з світу небес і позбавлений можливості одержати матеріальне тіло (див. «Дорогоцінна перлина», Книга Мойсея 4:3). Сатана і його прибічники, будучи глибоко нещасними, досі мучаться заздрістю до духів, що залишилися вірні плану Бога, і будь-якими способами прагнуть звести їх із дійсного шляху. Звісно, Бог допускає існування духів-спокусників, оскільки протистояння спокусі, неминуче вчинення гріха та покаяння — це важливі елементи розвитку.
Згідно зі вселенським законом, гріх повинен мати певні наслідки, які грішні розум або дух повинен пережити. Таким чином, ніхто з людей не зможе отримати піднесення, адже неправедні не спадкують Божого Царства. Ось і в чому полягає, на думку мормонів, сенс спокутної жертви Ісуса Христа: Ісус Христос, знаний у духовному світі керівник духів, що створили цей світ, єдинонароджений Син Божий, що був з ним раніше того, як було влаштовано світ, без чийого-небудь примушення ухвалив рішення взяти на себе всі наслідки гріхів, які повинні були пережити духи, що згрішили під час життя на Землі. Зробити це міг тільки абсолютно безгрішний дух. Під час «моління про чашу» в Гетсиманському саду і «страстей господніх», що завершилися загибеллю матеріальної оболонки Христа на хресті, Христос прийняв на себе всі наслідки гріхів і звільнив (врятував, спокутував, викупив) людей від влади закону.

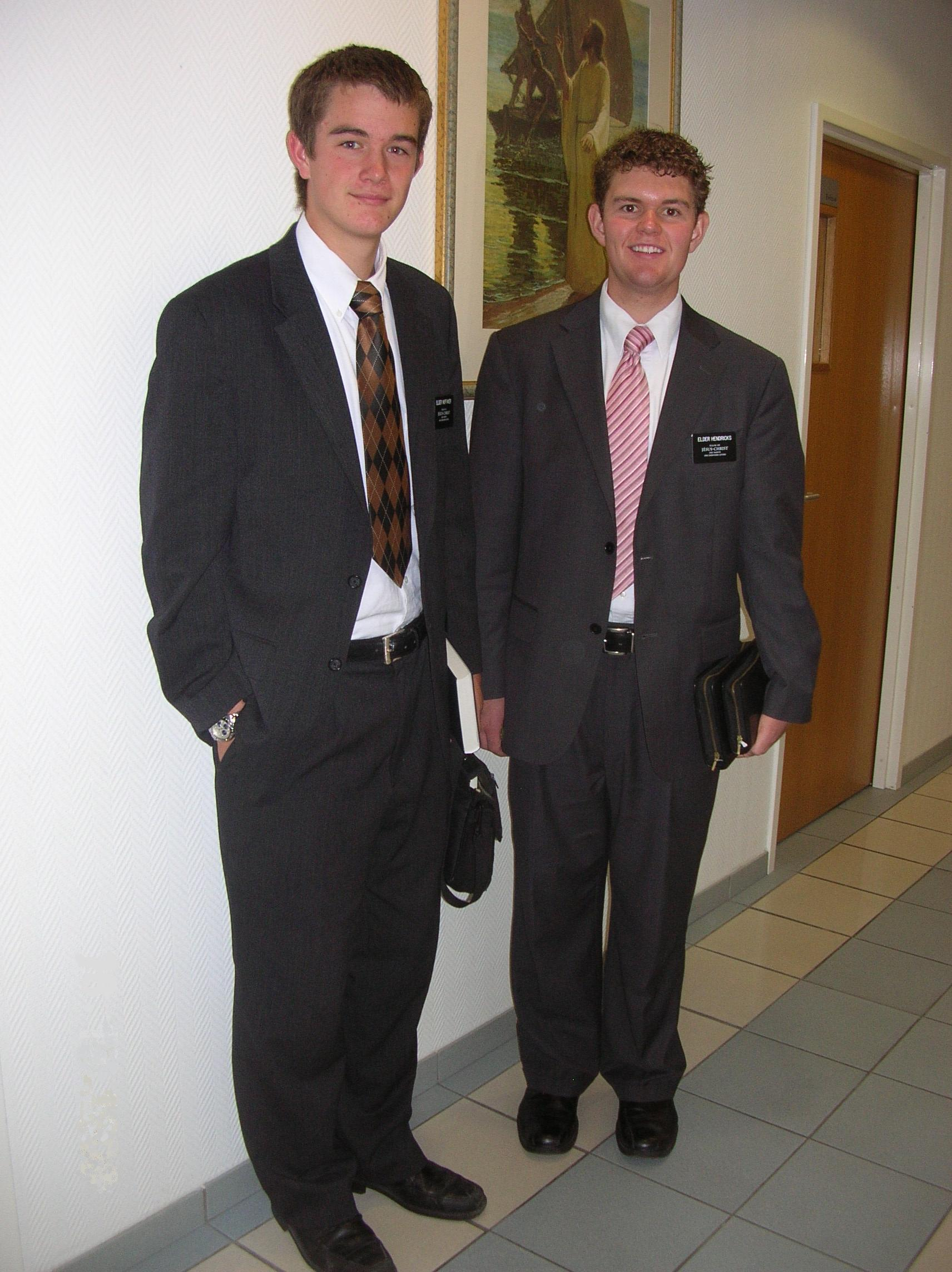
Місіонери повністю присвячують від півтора до двох років свого життя проповідуванню Євангелія.

Для того, щоб вийти з-під влади закону і дістати можливість покаяння і піднесення необхідно повірити в Ісуса Христа, усвідомити свої гріхи, покаятися,  «узяти на себе ім'я Христа», тобто забажати виконувати Його заповіді, хреститися зануренням у воду на відпущення гріхів (даний обряд може виконати лише той, хто висвячений у священство покладанням рук) і витерпіти до кінця. Це справедливо не тільки для духів що мають тіло на даний момент, але і для вже померлих, тобто духів, що очікують на воскресіння. Сам обряд хрещення — це тільки частина процесу «взяття на себе імені Христа».

### Порівняння з іншими течіями всередині руху святих останніх днів
Церква Ісуса Христа Святих Останніх Днів має багато спільного з іншими, менш популярними течіями всередині руху святих останніх днів. Найбільші з цих порівняно невеликих груп — це Спільнота Христа (раніше відома як Реорганізована церква Ісуса Христа Святих останніх днів) зі штаб-квартирою в Індепенденсі (штат Міссурі) і Церква Ісуса Христа зі штаб-квартирою в Мононґахеле (штат Пенсильванія). Всі ці утворення вірять в те, що Джозеф Сміт-молодший був пророком і їхнім засновником. Вони також приймають «Книгу Мормона» і почасти «Учення і Завіти».
Основні гілки руху Святих Останніх Днів утворилися після смерті Джозефа Сміта-молодшого і виниклої у зв'язку з нею кризи наступника. Інші відкололися від Церкви Ісуса Христа Святих Останніх Днів пізніше — як правило, в результаті незгоди з приводу практики багатожонства. Церква відмовилася від неї на рубежі XIX і XX ст., але деякі фундаменталістські групи продовжують вірити в те, що багатожонство є необхідною умовою для піднесення. Церква Ісуса Христа Святих Останніх Днів вважає, що для цього достатньо звичайного шлюбу, укладеного в храмі. Фундаменталісти також продовжують триматися доктрин і практик, поширених за часів Бригама Янґа (XIX ст.) І в наш час відкинутих або тимчасово припинених Церквою Ісуса Христа Святих Останніх Днів. Так, члени Церкви, викриті в полігамії, виключаються.
Як Святе Письмо Церква визнає біблійний канон(Старий Завіт і Новий Заповіт, із застереженнями про перекручування і неправильний переклад), «Книгу Мормона», «Учення і Завіти» й «Дорогоцінну Перлину». За винятком Біблії, практично весь канон продиктований Книгою Мормона та одкровеннями сучасних пророків. Це не тільки нові знання, але й біблійна екзегетика, втрачені біблійні тексти, а також тексти, написані давніми пророками.

## Церковна структура
Церква вчить, що вона і тільки вона є правонаступником Церкви Христа (Church of Christ), заснованої в 1830 Джозефом Смітом-молодшим. Ця первісна церква кілька разів змінювала свою назву в 1830-х: Церква Ісуса Христа (Church of Jesus Christ), Церква Бога (Church of God) і тільки в 1834 стала офіційно іменуватися Церквою Святих останніх днів (Church of the Latter Day Saints). Нарешті в квітні 1838 вона отримала назву Церква Ісуса Христа Святих Останніх Днів (The Church of Jesus Christ of Latter Day Saints). Після смерті Сміта Бригам Янґ і найбільша група послідовників Сміта в 1851 відповідно до законодавства штату Дезерет зареєструвала юридичну особу The Church of Jesus Christ of Latter-day Saints — з дефісом і написанням слова «day» з маленької літери. У 1887 році цій юридичній особі було відмовлено в реєстрації на території США за законом Едмундса — Такера у зв'язку з тим, що церква практикувала багатожонство. З тих пір церква продовжує існувати як «релігійна асоціація без оформлення юридичної особи» зі збереженням тієї ж назви, The Church of Jesus Christ of Latter-day Saints.
Церква організувала ряд неоподатковуваних корпорацій для допомоги в переказі грошових і інших засобів. У 1916 була створена «Корпорація головуючого єпископа Церкви Ісуса Христа Святих останніх днів» (Corporation of the Presiding Bishop of the Church of Jesus Christ of Latter-day Saints). Відповідно до законодавства штату Юта вона володіє правом купувати, володіти і продавати нерухоме майно. У 1923 з'явилася «Корпорація президента Церкви Ісуса Христа Святих Останніх Днів» (Corporation of the President of The Church of Jesus Christ of Latter-day Saints), яка отримує і обробляє грошові кошти та пожертвування. У 1997 була заснована корпорація Intellectual Reserve, що відповідає за авторські права, торгові марки та іншу інтелектуальну власність.
Члени Церкви вірять в те, що Церква Ісуса Христа Святих Останніх Днів організована за тим же принципом, що і Церква, яка була встановлена Ісусом Христом за часів Його земного служіння. (Див. Новий Заповіт, до Ефесян 4:11-14).

### Ієрархія священства
Церква СОД організована в строгу ієрархічну структуру, головну роль у якій відіграють чоловіки-священнослужителі. Святі останніх днів вірять у те, що Ісус керує церквою через одкровення і вибирає одного чоловіка (президента церкви, «пророка») як свого представника на землі. Зараз в цій ролі виступає Рассел М. Нельсон. Він і два його радника (зазвичай у ранзі апостолів) утворюють перше президентство, головуючий орган церкви; дванадцять інших апостолів складають кворум дванадцятьох апостолів. Коли помирає президент, його наступником незмінно стає найстарший апостол. Перше президентство потім поповнюється з числа членів кворуму дванадцятьох апостолів. Всі ці чоловіки, а також інші представники загальноцерковного керівництва (у тому числі перших двох кворумів сімдесяти і головуючого єпископства) складають вищу владу церкви. Вони здійснюють як духовне, так і адміністративне керівництво аж до місцевого рівня. Вище керівництво і президенти місій зайняті повний робочий день і, як правило, отримують стипендію з коштів церкви.
На місцевому рівні церковне керівництво складається з мирян, які зайняті неповний робочий день на добровільній основі і не отримують стипендію. Як і всі інші члени церкви, вони повинні жертвувати десятину (10 % своїх доходів). Виняток з цього правила робиться тільки для місіонерів, які працюють на місцевому рівні і отримують компенсацію основних видатків із спеціального фонду, що складається з пожертв членів їх домашнього приходу. Майбутніх місіонерів просять заздалегідь вносити гроші в цей фонд, якщо це можливо. Всі інші види робіт на місцевому рівні теж відбуваються на добровільній основі.

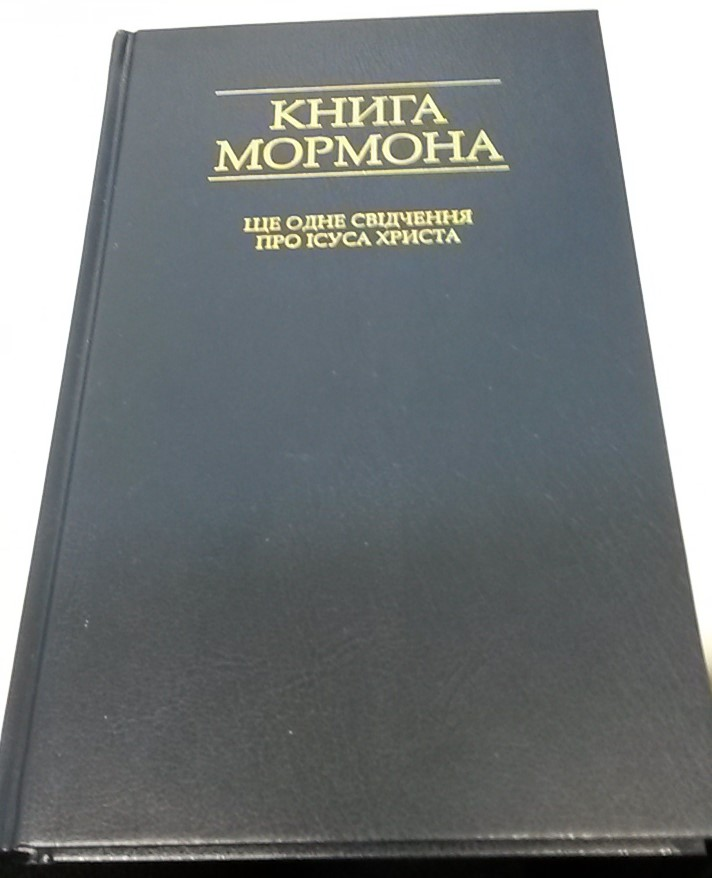
Книга Мормона

- Церкву очолює президент-пророк. Станом на 2023 рік — Рассел М. Нельсон, попереднім президентом був — Томас С. Монсон (Див. Список Президентів Церкви Ісуса Христа Святих останніх днів)
- Президент має двох радників. Утрьох вони складають Перше Президентство
- Далі слідують Дванадцять Апостолів, основне завдання яких — бути особливими свідками Ісуса Христа всьому світу
- Дванадцятьом допомагають Сімдесят Апостолів, які керують регіональними представництвами Церкви
- Дрібніші регіональні підрозділи (кола) очолюються президентами
- Далі слідують приходи і невеликі приходи, якими керують єпископи

Організація священства Церкви складається з наступних чинів священства:
- Апостоли
- Патріархи
- Первосвященники
- Сімдесятники
- Старійшини
- Священники
- Вчителі
- Диякони

Всі гідні чоловіки, як правило, мають змогу вступити до лав духовенства та висвячуються в сан вже у віці 12 років під час особливої церемонії, важливою частиною якої є покладання рук на голову. Духовенство розділене на носіїв священства Ааронового (чоловіки віком від 12 років) і носіїв священства Мелхиседекового (з 18 років). З 1978 року священство відкрито для всіх рас. Жінки не можуть отримати священство.
Місцеві відділення Церкви називаються приходами. Ними керують президент приходу або єпископи. Кожен з них виконує своє покликання на добровільних засадах. Члени Церкви збираються по неділях для поклоніння Богові та прийняття священного причастя. Кожен охочий може відвідати ці богослужіння. Протягом тижня, крім вечора понеділка, проходять і інші заходи для різних вікових груп та інтересів.
| Результати дослідження, проведеного в 2007 дослідним центром Pew | Мормони (США) | У середньому по США |
| ---------------------------------------------------------------- | ------------- | ------------------- |
| Одружені                                                         | 71 %          | 54 %                |
| Розлучені або роз'їхалися                                        | 9 %           | 12 %                |
| Троє і більше дітей у сім'ї                                      | 21 %          | 9 %                 |
| Щотижневе відвідування богослужінь                               | 76 %          | 39 %                |

Ця організація знаходиться на самофінансуванні і не отримує дотацій від держави. Члени Церкви слідують біблійному принципу сплати десятини та інших пожертвувань, які є добровільними. Усі пожертви витрачаються на видання церковної літератури, будівництво будинків зборів і храмів, оренду приміщень для проведення богослужінь, допомогу нужденним у всьому світі. Всі доручення (покликання) в духовній та організаторській роботі в громадах виконується безоплатно. У Церкви немає оплачуваного духовенства. Всі церковні обряди і таїнства, наприклад: хрещення, скріплення уз шлюбу на вічність (запечатування шлюбу), благословення хворих — здійснюються безкоштовно.
Церква Ісуса Христа Святих останніх днів надає гуманітарну допомогу і бере участь у гуманітарних акціях в зонах лиха в усьому світі.
Церква Ісуса Христа Святих останніх днів політично нейтральна. Вона утримується від вираження тих чи інших політичних поглядів. 12-й символ віри говорить — «Ми віримо в підпорядкування государям, президентам, правителям і урядовцям, судовій владі, дотримуючись закону, шануючи і підтримуючи». Керівники Церкви закликають своїх парафіян бути слухняними громадянами своєї країни. Церква надає великого значення встановленню відкритих і довірчих відносин з урядами, владою і громадськістю. Мормонським християнам надається свобода участі у суспільному житті. Члени Церкви святкують Різдво і Великдень, так як ці свята відображають найважливіші події в історії з духовної точки зору, а саме народження, служіння, страждання, смерть і воскресіння Ісуса Христа. Члени Церкви також святкують державні та інші місцеві свята та сімейні торжества.

### Географічне поширення і кількість членів

Країни і території, в яких є принаймні один храм церкви
Країни і території без храмів, але з приходами та місіонерами
Країни і території без представництва церкви

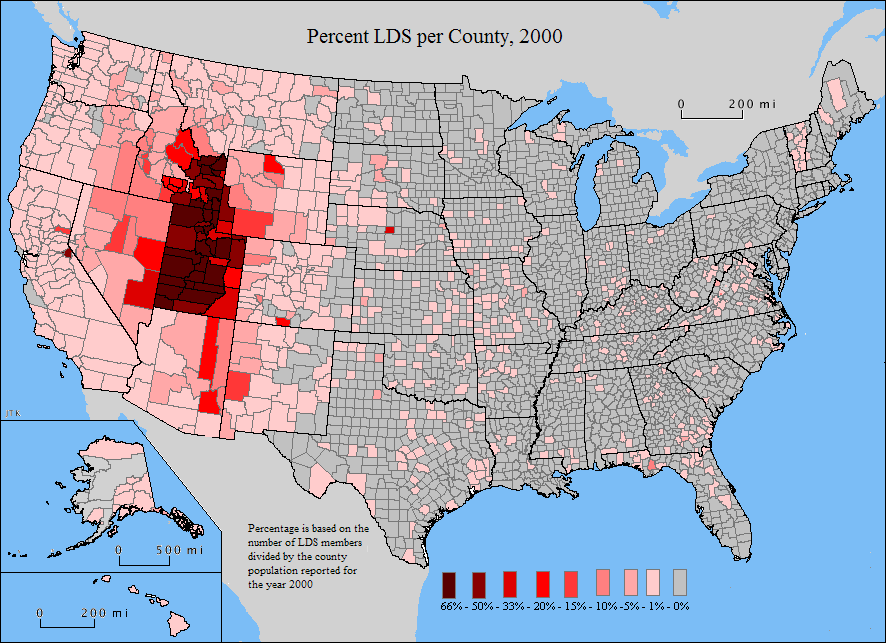
Відсоток мормонів в округах США

Церковні громади організовані за географічним принципом. Як правило, від членів церкви очікується, що вони будуть відвідувати прихід за місцем проживання. У той же час у деяких регіонах існують окремі громади для неодружених дорослих або для людей, що говорять різними мовами.
Для недільного богослужіння збирається весь прихід (ward), від 200 до 400 осіб, або невеликий прихід (branch). Збори проходять в молитовному будинку. Далі в ієрархії географічних об'єднань йдуть: кіл (stake), місія (mission), округ (district) і регіон (region).
Згідно з офіційними церковними даними, кількість прихожан в усьому світі перевищила 13 млн. При цьому близько 6,7 млн живуть за межами США. Відповідно цієї статистики це четверта за величиною релігійна організація в Сполучених Штатах. Членами церкви вважаються не тільки хрещені люди, але і їх діти у віці до восьми років. Жителі США і Канади становлять 46 % членів, Латинської Америки — 38 %, решти світу — 16 %.
Церква Ісуса Христа Святих останніх днів веде активну місіонерську діяльність в 162 країнах. Кількість місіонерів повного дня становить 52,494 людини.

## Церковне майно та фінанси

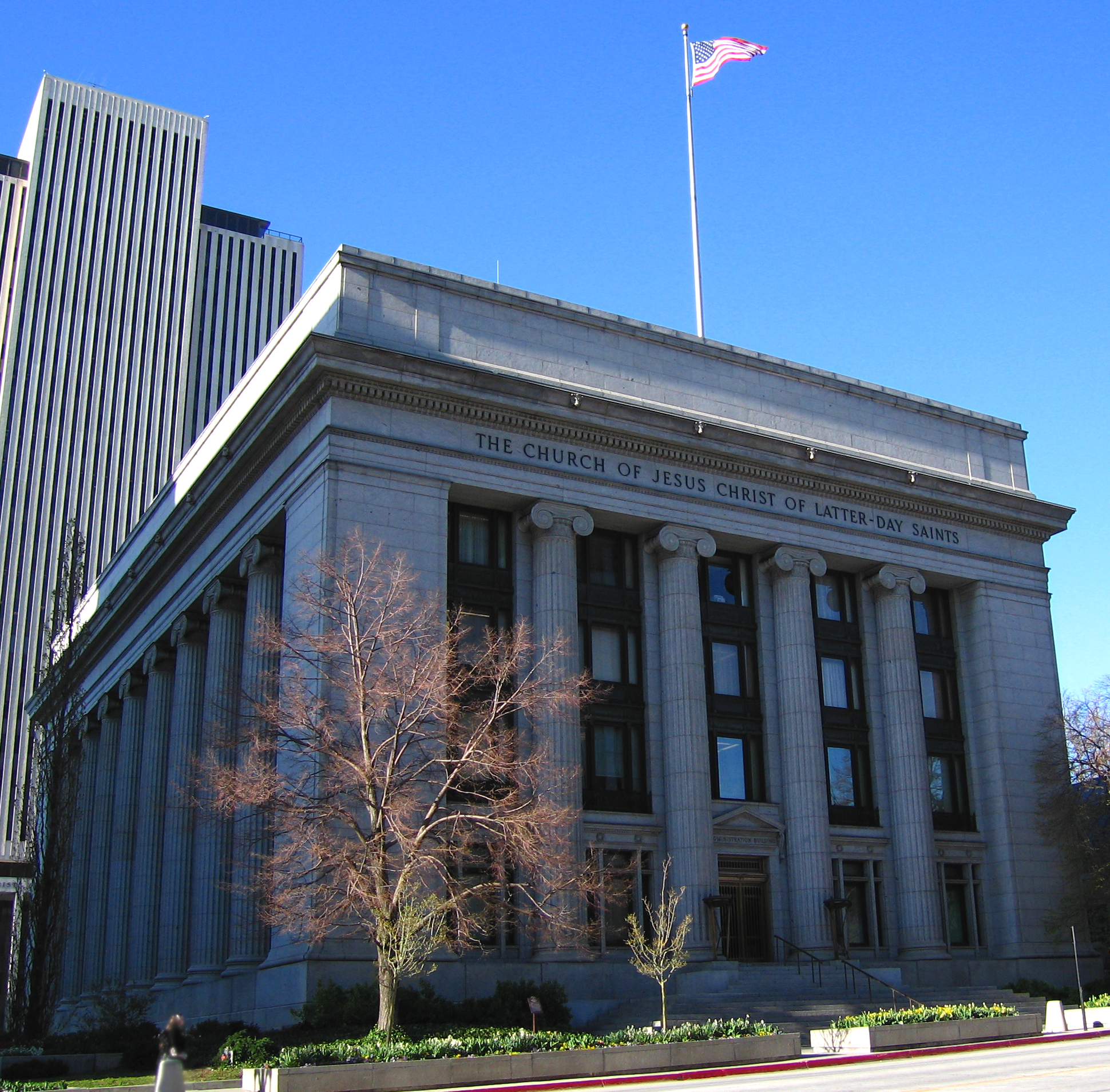
Адміністративний центр Церкви Ісуса Христа святих останніх днів у Солт-Лейк-Сіті

Церква Ісуса Христа Святих останніх днів — найбагатша релігійна організація у США. Журнали «Arizona Republic» та «Time Magazine» оцінили її інвестиції та нерухоме майно в 30 млрд доларів США. Основним джерелом надходжень «мормонської економіки» — це церковна десятина (десята частина від особистого прибутку), яку кожен адепт зобов'язаний жертвувати організації. Гроші вкладаються мормонською верхівкою в розташовані в різних країнах церковні підприємства у галузях страхування, банківської діяльності, нерухомості та сільського господарства.
Церква не публікує загальноцерковну фінансову звітність з 1959, але в 1997 журнал «Тайм» назвав її однією з найбагатших церков у світі з розрахунку на одного прихожанина. Її комерційні, некомерційні та освітні допоміжні структури перевіряються незалежною бухгалтерською фірмою. Крім того, в церкві працює департамент незалежного аудиту, який на щорічній генеральній конференції засвідчує, що внески прихожан збираються і витрачаються згідно з церковними правилами.
Церква отримує значні кошти від десятини (десять відсотків від доходу парафіянина) і пожертвувань від посту (гроші, передані церкви для допомоги нужденним). Церква стверджує, що десятина і кошти від поста йдуть на церковні цілі і не використовуються в комерційних підприємствах.
Церква також вкладає кошти в бізнес і нерухомість: Bonneville International, Deseret Book Company, скотарські ранчо в Юті, Флориді та Канаді.
Церква Ісуса Христа Святих останніх днів стала першою релігійною організацією, оштрафованою за політичне протиправне діяння в Каліфорнії. 10 червня 2010 Комісія з чесної політики штату наклала стягнення на церкву за ненадання «своєчасного звіту про негрошові внески на загальну суму $ 36 928 в зв'язку з загальними виборами 4 листопада 2008», в рамках яких одночасно проводився референдум з питання про одностатеві шлюби.

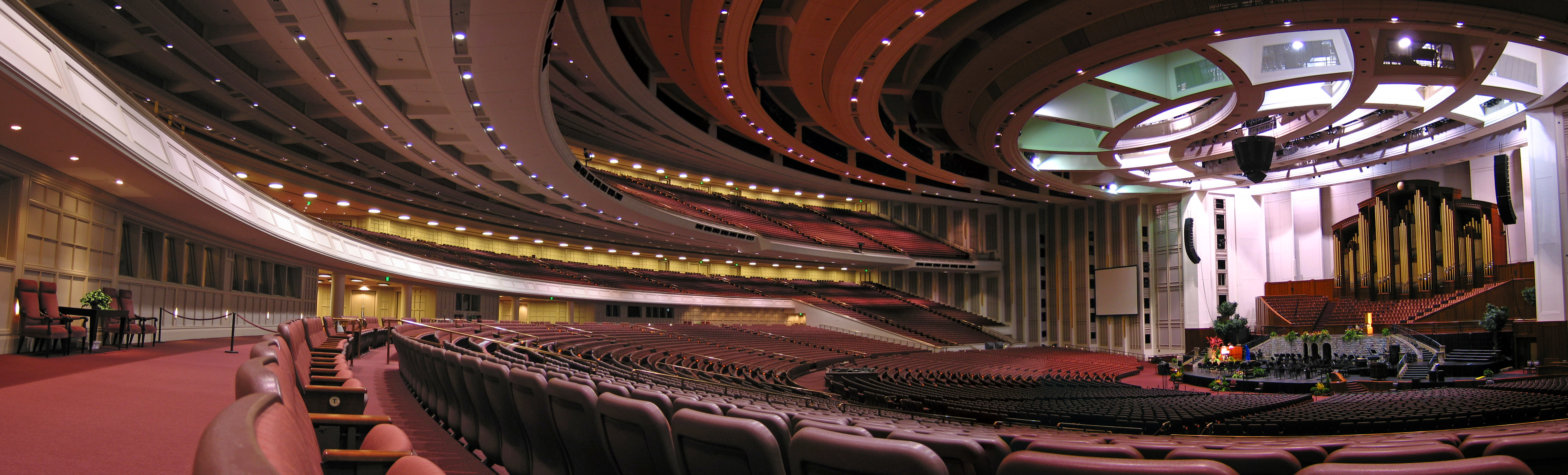
Внутрішнє оздоблення конференц-центру, в якому двічі на рік проходять генеральні конференції Церкви.

## Критика
Численні християнські конфесії відмовляються визнавати мормонізм християнським віровченням. Так, у 2000 році в журналі «Духовність на Сході та Заході», виданим в Орхусі (Данія) організацією Dialog Center International, наголошувалося, що мормони не можуть вважатися християнами вже тому, що за їхнім віровченням люди після своєї смерті можуть стати богами. Такий висновок відродив інтерес до цієї теми в європейських наукових колах. У свою чергу, прихильники визнання за мормонами права називатися християнами, апелювали до слів святого Іренея: «Христос, який став як ми, може зробити нас такими ж, як він сам». Їх супротивники стверджували, що Іреней мав на увазі лише те, що в кожній людині є присутність Бога, а це необов'язково означає, що люди можуть стати богами. Висновок підтримала римо-католицька церква, хоч офіційних заяв Святого престолу з приводу мормонізму немає. Загалом більшість вчених схильні думати, що мормонізм, як і інші релігії Нового віку, є розвитком ідей гностиків, яких лише частково можна вважати християнами.

## В Україні

Київський Український храм мормонів

Церкву в Україні було засновано в 1991 році. Станом на 2019 рік нараховувалося 11 242 членів Церкви. Є дві діючі місії в Україні: Києво-Молдовська місія та Українська Дніпровська місії. На території України є два діючих кола: Київський Український кіл та Харківський Український кіл, окрім цього є діючий Львівський Український Округ. Керівництво релігійними громадами здійснюється Релігійним Управлінням Церкви Ісуса Христа святих останніх днів в Україні, що зареєстроване Державним комітетом України до справ релігії в 1996 році. В 1998 році тодішнім Президентом Церкви Ґордоном Б. Хінклі було оголошено про будівництво Київського Українського храму, а у вересні 2002 року Ґордон Хінклі відвідав Україну особисто та відбув зустріч з українськими членами церкви в Палаці «Україна». Церемонія початку будівництва храму відбулася в червні 2007 року.
Перший храм Церкви на території колишнього Радянського Союзу і всієї центрально-східної Європи було освячено 29 серпня 2010 року в Києві, Президентом Церкви Томасом С. Монсоном. Перед самим освяченням для всіх охочих відвідати святиню були проведені дні відкритих дверей разом з екскурсією, які тривали з 7 серпня 2010 року по суботу 21 серпня 2010 року, крім неділь. Раніше українським вірним доводилося їздити автобусом до Фрайберга (Німеччина), щоб відвідати найближчий храм.
Святиню облицьовано гранітом Amarelo Macieira, світлого кольору, що містить кристали кварциту, завдяки якому він виблискує, відбиваючи сонячне світло. Шпиль святині заввишки 42 метри і на його верхівці знаходиться позолочена статуя ангела Моронія, який має важливе значення для членів цієї Церкви.
Київський храм, який було освячено під час трьох сесій у неділю, є 134 діючим храмом церкви Ісуса Христа святих останніх днів  у світі, третім за розмірами й 11-м на Європейському континенті. Він служить приблизно 31 тис. членам Церкви, які живуть у дев'яти європейських країнах.
Перед освяченням Президент Монсон запечатав наріжний камінь. Ця традиція знаменує закінчення будівництва і початок священної роботи в храмі. У церемонії запечатування наріжного каменя брали участь також президент Дітер Ф. Ухтдорф, другий радник у Першому президентстві, старійшина Рассел М. Нельсон, з Кворуму Дванадцятьох Апостолів, і старійшина Вільям Р. Вокер з Першого кворуму семидесятників.
Після освячення в храм може зайти виключно віруючий Церкви Ісуса Христа Святих останніх днів.